# Stráž (Spišsko-šarišské medzihorie)
Stráž (739,6 m n. m.) je zalesněný vrchol vulkanického původu  ( neogenní vulkanity ) v Spišsko-šarišském medzihorí. Vypíná se mezi Finticami a městem Velký Šariš, severně od Prešova.

## Vysílač Stráž
Na Stráži se nacházejí vysílače rozhlasu, GSM signálu a internetu  pro město Prešov a jeho okolí. Na vrcholu stojí železobetonová věž s ocelovou nástavbou, na které jsou namontovány vysílací zařízení. Kóta slouží i jako retranslační bod.

### Vysílače
| frekvence </br> [MHz] | program     | ERP    | polarizace   |
| --------------------- | ----------- | ------ | ------------ |
| 90,8                  | rádio Kiss  | 1,6 kW | horizontální |
| 92,9                  | rádio Lumen | 0,2 kW | horizontální |

## Přístup
- po  modré značce z obce Fintice